# Drimia basutica
Drimia basutica là một loài thực vật có hoa trong họ Măng tây. Loài này được (E.Phillips) ined. mô tả khoa học đầu tiên.